# Porębski Cove
Die Porębski Cove [pɔˈrɛmpskʲi] (polnisch Zatoka Porębskiego, chinesisch 北部湾 Beibu Wan, deutsch ‚Nordbucht‘), deutsch auch Gletscherbucht, ist eine kleine Bucht der Drakestraße an der Johannes-Paul-II.-Küste von King George Island, der größten der Südlichen Shetlandinseln.
Sie liegt nördlich des West Foreland (Zachodnie Przedpole) am Übergang von der vergletscherten Nordwestküste der Insel zur eisfreien Fildes-Halbinsel.
Die Bucht wurde 1981 nach dem Geologen Szczepan Porębski benannt, der an der polnischen Expedition 1980/81 nach King George Island teilgenommen hatte.
Kurz darauf (zwischen 1982 und 1984) gab eine deutsche Expedition zur Fildes-Halbinsel unter der Leitung von Dietrich Barsch (Geographisches Institut der Universität Heidelberg) und  Gerhard Stäblein (Geomorphologisches Laboratorium der Freien Universität Berlin) der Bucht den deskriptiven Namen Gletscherbucht.
Sowohl der deutsche Name als auch die englischsprachige Form des polnischen Namens wurden dem Wissenschaftlichen Ausschuss für Antarktisforschung (Scientific Committee on Antarctic Research, SCAR) gemeldet.